# Santa Dorotea (Zurbarán)
Santa Dorotea es el tema de un lienzo considerado autógrafo de Francisco de Zurbarán. Consta con el número 203 en el catálogo razonado y crítico, realizado por Odile Delenda, historiadora del arte especializada en este artista. Se conoce también una obra atribuida al taller de Zurbarán, de buena calidad, sobre la misma temática.                                                                                                                                                                          

## Tema de las obras
Según una leyenda hagiográfica que aparece en la Leyenda áurea de Santiago de la Vorágine, Dorotea era una joven cristiana de Cesarea de Capadocia, que fue martirizada hacia el año 303, durante la persecución de Diocleciano. Dorotea fue condenada a muerte al negarse a adorar a los dioses romanos. En el momento en que era llevada al suplicio, un abogado llamado Teófilo manifestó que creería en el dios de los cristianos si le mostraba flores y frutos del paraíso. Dorotea levantó los ojos al Cielo y, acto seguido, un ángel le trajo una canastilla con tres rosas y tres manzanas. Este milagro convenció a Teófilo, quien, junto con Dorotea, recibió la corona del martirio.

## Análisis de las obras

### Versión en una colección privada

#### Datos técnicos y registrales
- Fecha de realización: ca. 1645-1650;
- Pintura al óleo sobre lienzo, 108 x 80,5 cm;
- Inscripción abajo a la izquierda: S. DOROTEA;[2]
- Catalogado por Odile Delenda con el número 203, y por Tiziana Frati con el 354.[3]

#### Descripción de la obra
La figura de la santa se asemeja a la de la versión de Santa Casilda del Museo Thyssen-Bornemisza de Madrid, si bien en el presente lienzo está vuelta hacia la izquierda del espectador. Como en aquel caso, la composición también pudo haber estado basada en algún grabado de Martin Schongauer. Dorotea presenta en sus manos una bandeja de cestería con las rosas y las manzanas que se mencionan en la leyenda. La figura emerge sobre un fondo neutro, con un magnífico juego de luces y sombras, y su vestimenta es de una gran suntuosidad. Dorotea lleva una blusa blanca bordada en el cuello y en las muñecas. Encima de la blusa porta un vestido sin mangas de rojo intenso, con un ancho adorno de placas doradas ovaladas en la cintura. Lleva un elegante echarpe —o manto estrecho— de color verde oliva, alrededor de la espalda y enrollado en los brazos. Luce joyas en su negro pelo y la aureola de santidad encima de su cabeza es casi imperceptible. Las facciones del rostro de la santa y el bodegón en las manos de Dorotea no son de gran calidad y podrían acusar la intervención del obrador.

#### Procedencia
1. España, colección privada hasta 1926;
2. Norteamérica, colección privada;
3. Nueva York, venta Christie’s, 29 de enero de 1998, n° 120 (2.092.500 $);

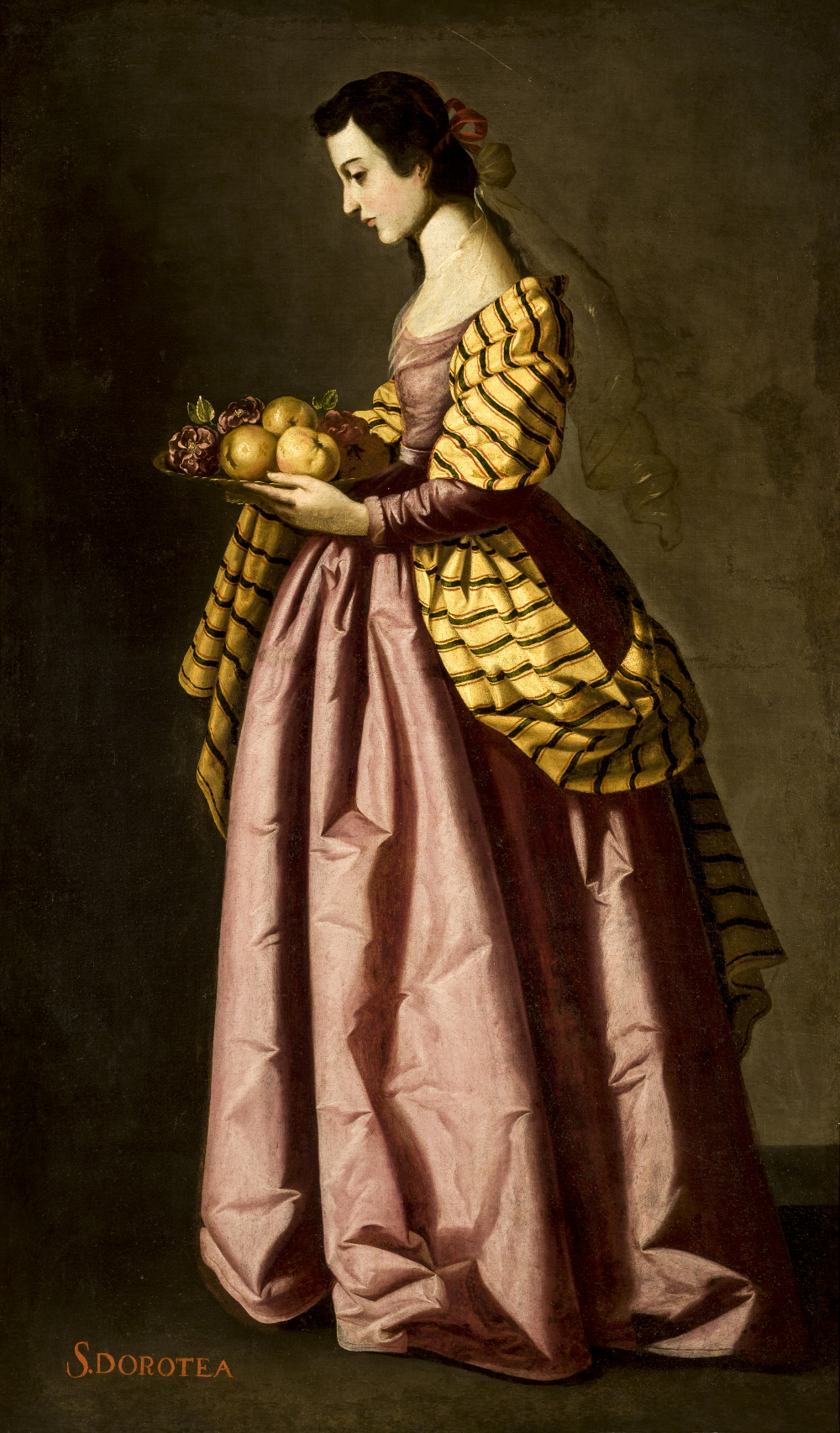
Santa Dorotea. Versión del Museo de Bellas Artes de Sevilla.

4. Paradero desconocido.[2]

### Versión de Sevilla

#### Datos técnicos y registrales
- Museo de Bellas Artes de Sevilla
- Fecha de realización: ca 1640-1650;
- Pintura al óleo sobre lienzo, 173 x 103 cm;[5]
- Inscripción abajo a la izquierda: S. DOROTEA;
- Catalogado por Tiziana Frati con el número 354.[6]

#### Descripción de la obra
Esta pintura forma parte de una serie de doce obras  —de las que solamente se conservan ocho— procedente del Hospital de las Cinco Llagas, en Sevilla. El conjunto actual está formado por una Virgen del Rosario y por siete santas. Una carta del canónigo López Cepero, intercediendo a favor de Isidore Taylor —que quería comprar el conjunto para Luis Felipe I de Francia—, atestigua la presencia de estos lienzos en el hospital en 1837. El conjunto muestra gran diferencia de calidad entre las obras, poniendo de manifiesto una amplia participación del obrador de Zurbarán. Según Paul Guinard, solamente la Santa Inés y el presente lienzo son obras de Zurbarán, mientras que Martín S. Soria únicamente acepta como autógrafa la Virgen del Rosario entre las ocho obras. Odile Delenda considera que todo el ciclo es obra del taller, pero reconoce que el presente lienzo es uno de los mejores.